# Schizonepeta
Schizonepeta  é um gênero botânico da família Lamiaceae

## Espécies
- Schizonepeta annua
- Schizonepeta botryoides
- Schizonepeta deserticola
- Schizonepeta multifida
- Schizonepeta tenuifolia